# Maryanne Amacher
Maryanne Amacher   (Kane, 25 de febrer de 1938 - Rhinebeck, 22 d'octubre de 2009) fou una compositora i artista d'instal·lacions sonores americana. És coneguda pel seu extens treball amb una familia de fenòmens psicoacustics anomenats emissions otoacustiques on les orelles per si soles produeixen un so audible a partir d’una excitació externa.

## Biografia
Amacher va néixer a Kane, Pennsilvània, filla d’una infermera d’origen americà i un treballador de trens. Va criar-se tocant ja el piano. Va deixar Kane per rebre classes a la Universitat de Pennsilvània amb una beca completa i on es va graduar amb un B.F.A (bachelor of fine arts) el 1964. Va rebre classes de composició dels mestres George Rochberg i Karlheinz Stockhausen. També va estudiar posteriorment composició a Salzburg (Àustria) i a Darlington (Anglaterra). Més tard va treballar en temes d'acústica i ciència computacional a la University of Illinois at Urbana-Champaign.
Durant una residència l’any 1967 a la Universitat de Buffalo va crear l’obra City Links: Buffalo. Es tractava d’una obra de 28 hores de durada on hi havia 5 micròfons situats a diferents llocs de la ciutat i retransmesa per l'estació de ràdio WBFO. A part d’aquesta obra existeixen 21 obres més vinculades a aquesta que s’inclouen a la sèrie City Links. L'element comú d’aquestes obres era l’ús de línies dedicades d'FM d’alta qualitat per connectar diferents espais sonors a un mateix espai. Aquestes obres són un exemple pioner del que avui anomenem performance telemàtica que precedeix altres obres com la de Max Nehaus entre d'altres.
Tot i així les seves obres més significatives han sigut compostes per representar-se en llocs específics. Normalment es necessita una gran quantitat d’altaveus per crear aquests espais sonors aprofitant el que s’anomena en acústica de recintes structure-borne sound. És a dir aquell so que és transmès a través de l'estructura d’un edifici. La seva tècnica consisteix a utilitzar moltes fonts sonores difoses (fora de l'espai concret o encarant altaveus cap a terres i parets) per crear il·lusions psicoacústiques de formes o “presències” sonores. La seva obra primerenca està ben definida per tres instal·lacions audiovisuals produïdes als EUUAA, Europa i Japó. La prèviament mencionada "City Links 1–22", "Music for Sound-Joined Rooms" i "Mini-Sound Series".
John Cage la va convidar a treballar amb ell en diferents projectes mentre feia estades a la Universitat Harvard i el MIT. Aquesta col·laboració va resultar en dues obres. Una banda sonora de tempestes per una obra multimedia de Cage: “Lecture on the Weather” (1975). I un treball en l'atmosfera sonora de “Empty Words” (1978). També va produir entre altres obres, “Terse” de Cunningham entre 1974 i 1980.

Amacher va treballar extensivament amb una sèrie de fenòmens psicoacústics coneguts com a productes de la distorsió auditiva. Són sons generats dintre de l’orella que són clarament audibles per l’oient. Aquests tons han estat investigats tant en teoria musical com amb recerca científica i són encara objecte de debat. En música es coneixen com a tons combinats o també tons de Tartini (en honor del violinista Giuseppe Tartini). Ella mateixa els va anomenar “ear tones” fins al 1992 quan va descobrir el treball de David T. Kemp and Thomas Gold i va començar a anomenar-los emissions otoacustiques (la terminologia emprada en psicoacustica). Aquest treball va ser trencador en el sentit que va aclarir que tots els sons utilitzats per Amacher i altres músics que van explotar aquest fenomen es poden classificar com a emissions otoacustiques produïdes per distorsió (DPOAE en anglès). Aquests tons són el resultat de presentar dos tons purs simultanis que es perceben dintre o al voltant del cap, com si tinguéssim un petit altaveu dintre de les orelles. Amacher va ser la primera persona en explorar sistemàticament l'ús musical d’aquest fenomen utilitzant tècniques i tecnologies de la música electroacústica. El subtitol del seu primer disc per Tzadik Records: Sound Characters (Making the Third Ear) és una clara referència a aquest estudi. Ella mateixa descriu l'experiencia subjectiva d’aquest fenomen de la següent manera:
"When played at the right sound level, which is quite high and exciting, the tones in this music will cause your ears to act as neurophonic instruments that emit sounds that will seem to be issuing directly from your head ... (my audiences) discover they are producing a tonal dimension of the music which interacts melodically, rhythmically, and spatially with the tones in the room. Tones 'dance' in the immediate space of their body, around them like a sonic wrap, cascade inside ears, and out to space in front of their eyes ... Do not be alarmed! Your ears are not behaving strange or being damaged! ... these virtual tones are a natural and very real physical aspect of auditory perception, similar to the fusing of two images resulting in a third three dimensional image in binocular perception ... I want to release this music which is produced by the listener ...".
També va comissionar molts treballs als estats units i europa amb feines ocasionals a asia i centre i sud amèrica. El 1998 rep el premi Artist Award atorgat per la Foundation for Contemporary Arts. El 2005 rep el premi Prix Ars Electronica (Golden Nica) en la categoria “Digital Music” pel projecte "TEO! A sonic sculpture”.
Va ser també una gran influència per compositors com Rhys Chatham i Thurston Moore. Durant la darrera dècada de la seva vida va impartir classe al MFA de Bard College.

## Discografia i exposicions
Instal·lacions multimedia
- 1967–: City Links nos 1-22
- 1980–: Music for Sound-Joined Rooms
- 1985–: Mini-Sound Series

Partitures de ball (coreografia Merce Cunningham)
- 1974: Everything in Air, tape
- 1975: Events 101,102, tape
- 1975: Labyrinth Gives Way to Skin, tape
- 1976: Remainder, tape

Treballs per cinta
- 1975: Presence
- 1976: Music for Sweet Bird of Youth
- 1976: Lecture on the Weather (colaboración John Cage)
- 1979: Empty Words / Close Up (colaboración con John Cage)
- 1991: Petra, two pianos

Esdeveniments
- 2016: Labyrinth Gives Way to Skin: Maryanne Amacher Listening Session[9]
- 2016: Naut Humon & Edwin van der Heide: Plaything - Maryanne Amacher (Actuación y Conferencia)[10]